# Wolowiro
Wolowiro is een bestuurslaag in het regentschap Sikka van de provincie Oost-Nusa Tenggara, Indonesië. Wolowiro telt 2187 inwoners (volkstelling 2010).